# アンヌ・ド・ブルターニュ
アンヌ・ド・ブルターニュ（フランス語: Anne de Bretagne, ブルトン語: Anna Breizh, 1477年1月25日 - 1514年1月9日）は、ブルターニュ女公（在位:1488年 - 1514年）。ブルターニュ公フランソワ2世と2度目の妃マルグリット・ド・フォワの子。また、シャルル8世、ルイ12世の2代のフランス国王の王妃でもある。
彼女の死後に起きたフランスによるブルターニュ併合（fr）は、生前の彼女の中心的な課題であり、闘争であった。彼女はまた、貪欲な隣国から公国の独立を守ろうとした人物として、ブルトン人の記憶の中で生き続けている。

## 生涯

### 幼年時代

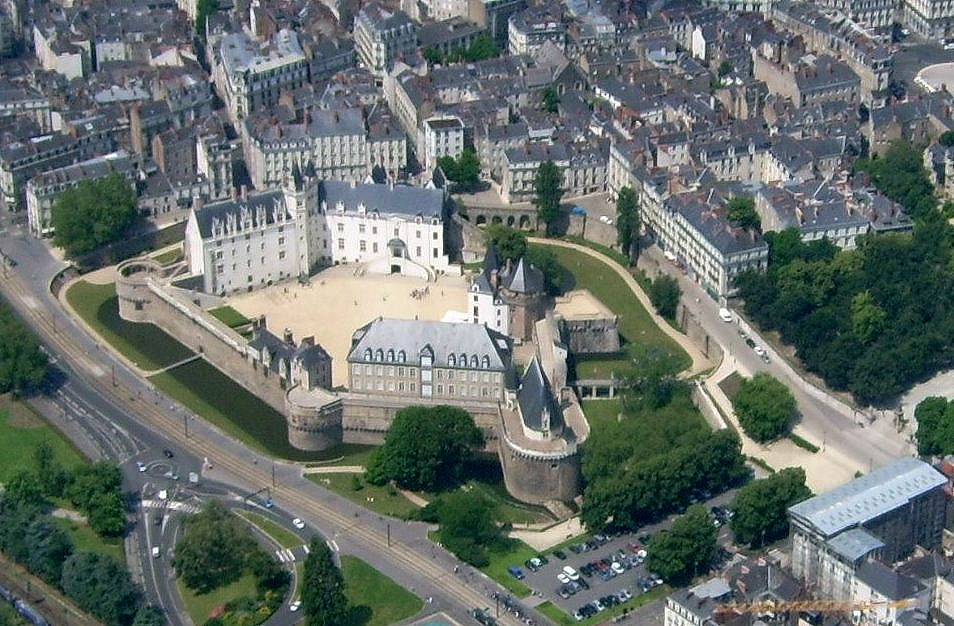
ブルターニュ公爵城の航空写真

アンヌは1477年1月25日（グレゴリオ暦では1477年2月3日）、ブルターニュ公爵城で誕生した。
アンヌが受けた教育について、いくつかの痕跡を見つけることができる。彼女はおそらく当時の若い王族として教育を受けた。フランス語の読み書きを学び、いくらかラテン語の読み書きも教わっただろう。判明していることとは逆に、ギリシャ語とヘブライ語をほとんど学ばなかった。彼女はラヴァル伯爵夫人フランソワーズ・ド・ディナンのもとで育てられた。彼女の執事は詩人のジャン・メシノであった（1488年から、1491年のメシノの死まで）。彼は歌や音楽、踊りを教えている可能性がある。

### ブルターニュの公位継承者
この時代、1365年にジャン4世が第一次ゲランド条約によって第一に確立させた、公位継承法は不明になっていた。条約で取り決められた継承法は、モンフォール家の男系子孫による継承を優先とすると定めていた。モンフォール家の男系子孫が絶えた場合、ブロワ＝パンティエーヴル家（ジャンヌ・ド・パンティエーヴルの子孫）が継承することが取り決められていた。当時、確かにブルターニュ公位継承権を持つ者として、モンフォール家にはアンヌとイザボーの姉妹が、対してブロワ＝パンティエーヴル家にはニコル・ド・パンティエーヴルがいた。しかし1480年、フランス王ルイ11世がブロワ＝パンティエーヴル家からブルターニュ公位継承権を5万エキュで買い取った。アンヌ・ド・ボージューは、1485年にニコル・ド・パンティエーヴルの夫ジャン・ド・ブロスが死ぬと、この売買を確認した。
フランソワ2世からの公位継承については、男性相続人がいたとしても公国が直接王領に渡ることになるという存亡の危機に、ブルターニュはさらされることになった。フランソワ2世はフランス王国の主張に対抗し、1365年のゲランド条約にもかかわらず、娘アンヌをブルターニュ三部会議会（fr、エタ・ド・ブルターニュ）において公国の相続人として認定することにした。これは1486年に行われ、ブルターニュ公に対する反対派が増加し、アンヌ・ド・ブルターニュとの結婚を目論んで競争が激しくなり、フランス王の側近たちが不満を覚えるようになった。 

### 婚約
娘の結婚問題で、フランソワ2世はフランス王に対して自らの地位を強めていった。自分の領土にブルターニュ公国を加えようとするヨーロッパ各国の王子たちの目論見は、同時に相手国との同盟関係を築くことになるため、常に効果的であった。
- 1481年、イングランド王エドワード4世の息子であるプリンス・オブ・ウェールズ、エドワード王子と公式に婚約。王子は父親の死後自動的にエドワード5世となるが、その後すぐに失踪している（薔薇戦争中の1483年に死んだとされている）。
- ヘンリー7世との結婚はブルターニュ側が持ち出したが、ヘンリー自身がこの結婚に興味を示さなかった。
- ローマ王のマクシミリアン（のちの神聖ローマ皇帝マクシミリアン1世）は、当時ブルゴーニュ女公マリーと死別して寡夫となっていた。
- アラン・ダルブレ - カトリーヌ・ド・ロアンの息子で、ブロワ＝パンティエーヴル家のフランソワーズの夫。フランソワ2世のいとこにして同盟者。
- オルレアン公ルイ（のちのルイ12世） - シャルル8世のいとこ。しかし既にフランス王女ジャンヌと結婚していた
- ジャン・ド・シャロン - オランジュ公。リシャール・デタンプの娘カトリーヌを母とする。フランソワ2世の甥。アンヌとイザボー姉妹に次ぐブルターニュ公位継承権者

レオン子爵ジャン2世・ド・ロアンは、彼自身もブルターニュ公位継承権者であり、自分の息子フランソワおよびジャンを、アンヌとイザボー姉妹と二重結婚させる案を出したが、フランソワ2世に拒否された。

### 結婚

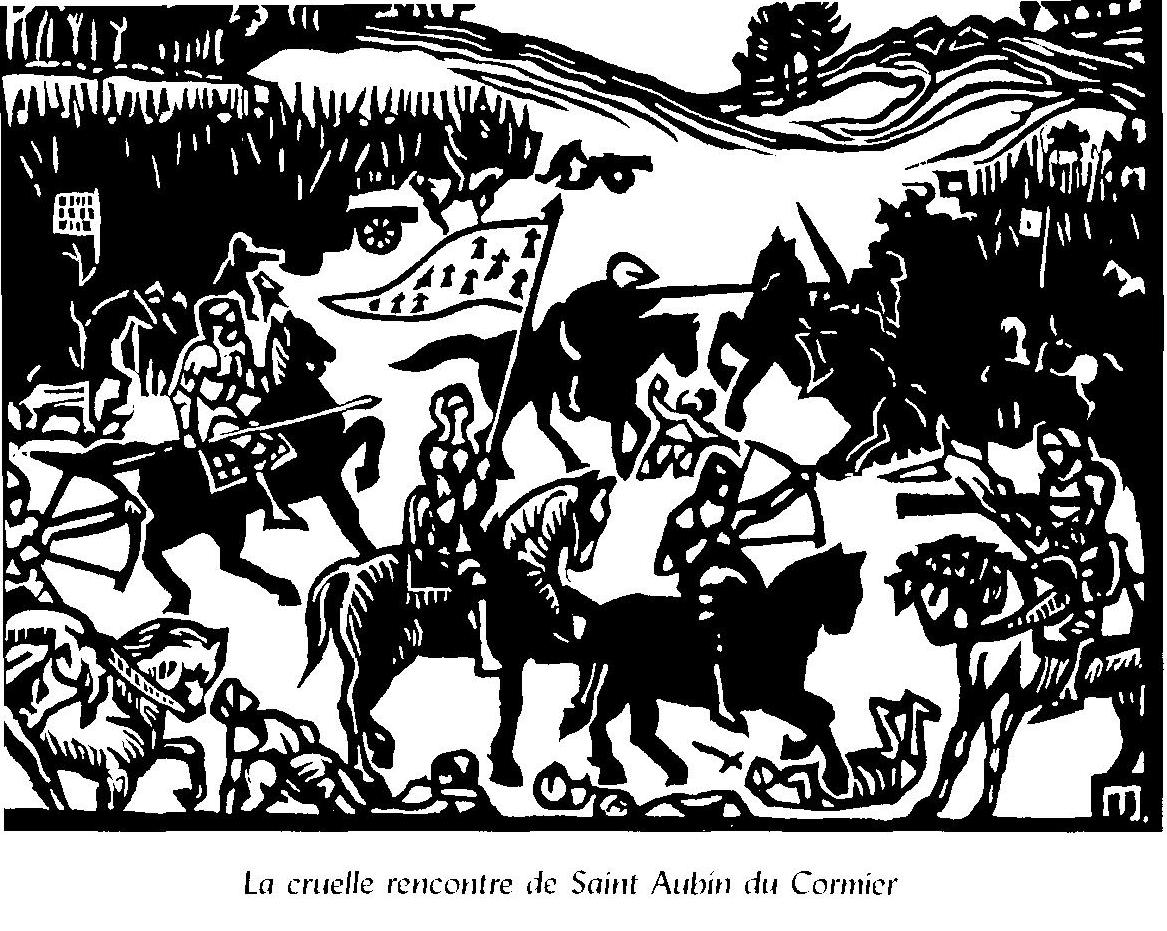
サントーバン＝デュ＝コルミエの戦い

1488年、フランソワ2世軍はサン＝トーバン＝デュ＝コルミエの戦いで敗北し、フランス王の許可なしにブルターニュ公の娘たちを結婚させてはならないとするヴェルジェ条約を受け入れざるをえず、ここに道化戦争は終結した。
フランソワ2世が亡くなった数日後、ブルターニュ＝フランス戦争の新たな危機の時代が幕を開けた。1490年、アンヌの妹イザボーが12歳で早世した。同年12月19日、ブルターニュ公位を継承していたアンヌは、レンヌで当時ローマ王であったハプスブルク家のマクシミリアンと代理結婚した。そうすることで、彼女は亡き父の方針に従って王妃（reine）となったのである。しかし、この結婚は、ヴェルジェ条約に違反していると考えるフランス側にとって深刻な挑発行為であった。それまでブルターニュは14世紀から15世紀にはフランスを刺激する状況をつくらないよう腐心してきたというのに、ブルターニュの中にフランス王の敵を導入することにほかならなかった。おまけに、時期を誤っていた。ブルターニュの同盟国は別の前線にあって（カトリック両王はグラナダ包囲戦のさなかであったし、マクシミリアンはハンガリー王国の継承問題があって離れられなかった）、十分な援軍を組織できなかった。
ブルターニュ公軍を支援するためイングランドとカスティーリャが援軍を差し向けたが、1491年春、サントーバン＝デュ＝コルミエの戦いの勝者であるルイ2世・ド・ラ・トレモイユが新たな勝利を収めた。ブルターニュ公位継承者としてシャルル8世はレンヌを包囲し、アンヌにフランス王国の敵との結婚をやめるよう呼びかけた。
援軍もなく、希望のない抵抗を行った包囲の後、レンヌの町は降伏した。シャルル8世は、幼い頃から自らの許嫁としてフランスで育てられていたマルグリット・ドートリッシュ（ローマ王マクシミリアンの長女）との婚約を破棄し、アンヌに求婚した。アンヌはフランスの王子・公子との結婚の申し出を全て拒否する一方、レンヌのジャコバン礼拝堂ではシャルル8世とアンヌの婚約が祝われていた。アンヌは自軍に護衛されて、婚約者との結婚式のためランジェへ出向いた（アンヌがすすんで結婚に同意したことを表向きに示すため）。同じ頃ハプスブルク家は外交分野で戦いを続けていた（特にローマ教皇庁に対して）。彼らは、戦いに負けたアンヌ女公がフランス王に無理やりさらわれたと主張し、彼女がフランス王との間に子孫をもうければ非嫡出子であると訴えたのである。

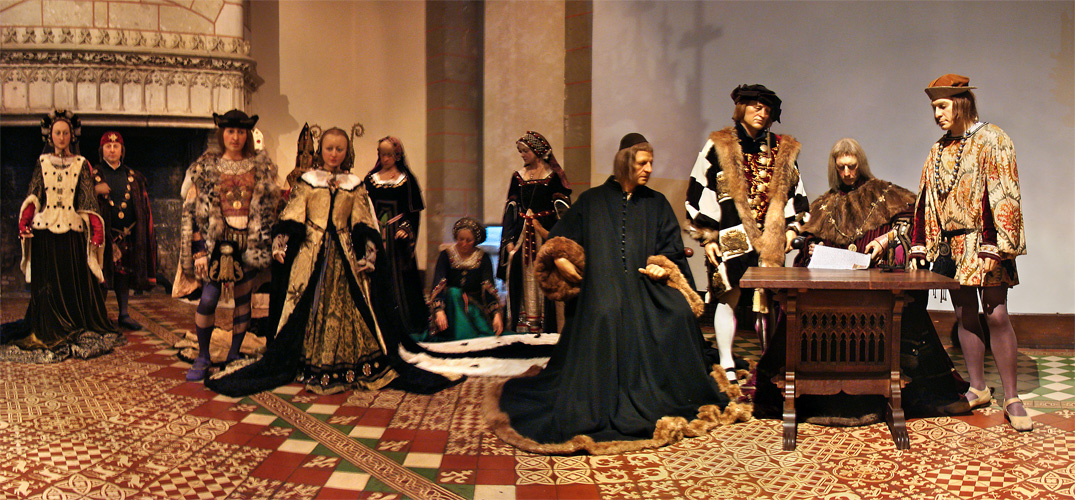
ランジェ城でのシャルル8世との結婚

1491年12月6日、アンヌはランジェ城にて正式にシャルル8世と結婚した。この結婚は緊急に行われ、その後ローマ教皇インノケンティウス8世が検証した（1492年2月15日）。アンヌとマクシミリアンの結婚は最初からなかったものとみなされ、過去の日付にさかのぼって結婚を取り消すようフランスの裁判所に命じたのである。2人の結婚契約には相互寄付の項目が含まれ、一方が先に亡くなった場合、残った者がブルターニュ公国の継承者であると定めていた。シャルル8世とアンヌの間に男性の王位継承者が生まれなかった場合、彼女はシャルル8世の後継者と結婚しなければならないと取り決められた。アンヌはシャルル8世の子を6人生んだが、いずれも幼いうちにみまかった。

## フランス王妃

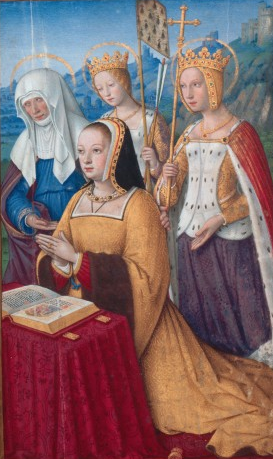
アンヌ・ド・ブルターニュの大いなる時祷書より、女公アンヌ

1491年に結婚してから、アンヌ・ド・ブルターニュはフランス王妃であった。『ブルターニュ公国とフランス王国との間に平和を確保するため』、結婚契約が維持されていたのである。1492年2月8日、アンヌはサン＝ドニ大聖堂でフランス王妃として戴冠した。彼女の夫は、妻がブルターニュ女公の称号を名乗ることを禁じた。ガブリエル・ミロンが王妃の侍従兼主治医となった。ミロンは王妃のために1499年1月1日、ルイ12世と条約を締結させた。
アンヌは妊娠に多くの時間を費やした（平均して14ヶ月ごとに子供を産んでいた）。イタリア戦争のため王が不在となると、1483年から1491年にかけてアンヌ・ド・ボージューが摂政を務めた。アンヌ・ド・ブルターニュはまだ若く、摂政は義理の妹を疑わしく思っていたのである。彼女はブルターニュでのようにフランスで役割を持つことは少なく、時には年端もいかぬ自分の子供たちから引き離されることも受け入れなくてはならなかった。アンヌは主に、王家の所有するアンボワーズ城、ロシュ城、プレシ・レ・トゥール城、またはリヨンといった都市、王がイタリア遠征中にはグルノーブルやムーランに滞在していた。アンボワーズで、シャルル8世は彼女をクロ・リュセ城に住まわせた。この館にはのち、レオナルド・ダ・ヴィンチが滞在する。彼女はそこに小さな礼拝堂を持っていた。
シャルル8世がナポリ王国を占領すると、アンヌはシチリア王妃とエルサレム王妃となった。
シャルル8世が急死すると、ブルターニュにおけるフランス王の権利を行使する継承者として、彼女はブルターニュ公国の行政の長となった。特に、彼女は忠実なフィリップ・ド・モントーバンの賛同を得てブルターニュ宰相職を復活させ、ブルターニュ中将として彼の後継者であるオランジュ公ジャン4世・ド・シャロン＝アルレー（fr）を任命した。彼女はブルターニュ三部会を召集し、彼女の名で硬貨を鋳造した。

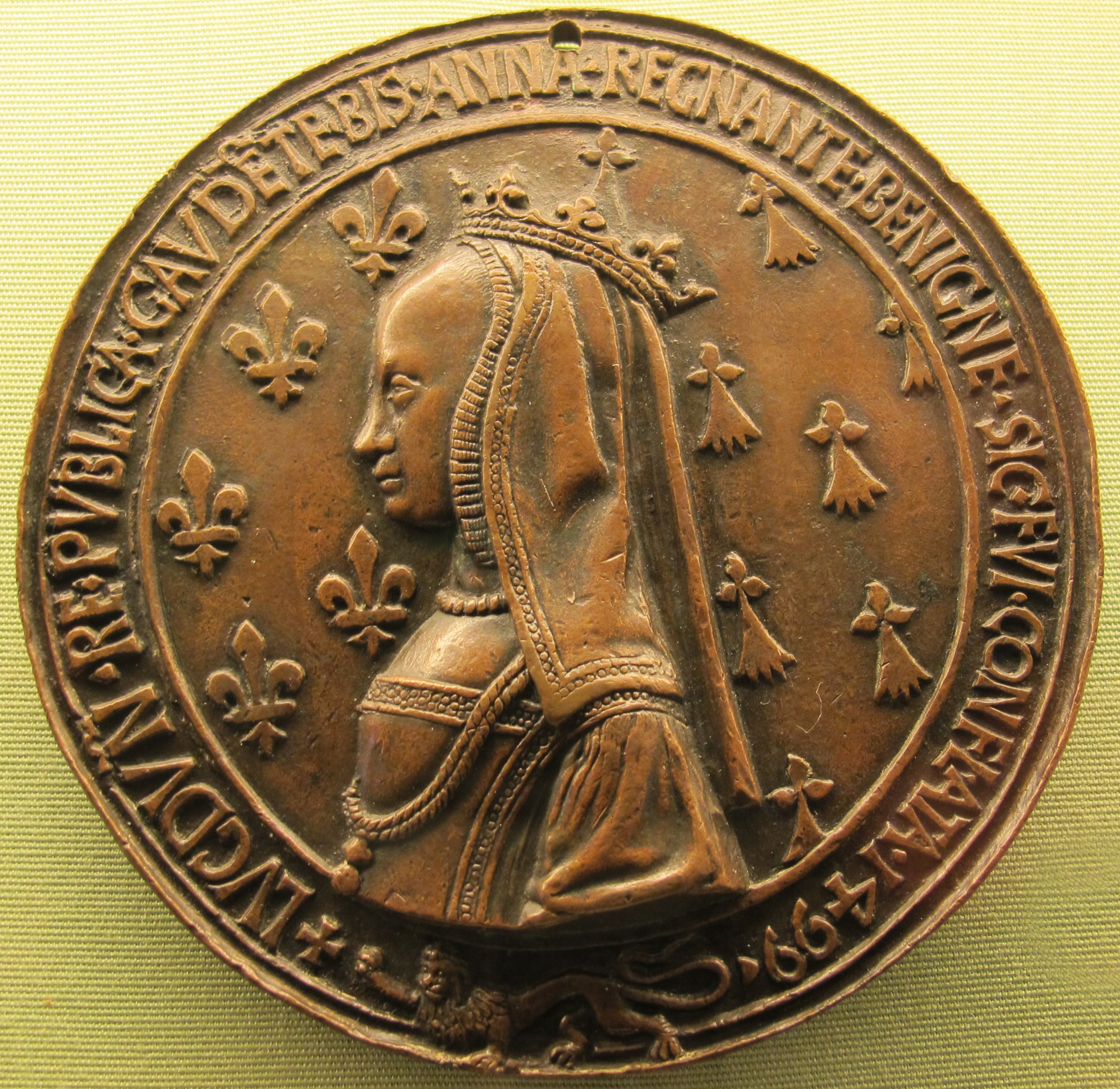
1499年、リヨン滞在を記念したアンヌ・ド・ブルターニュのメダル

シャルル8世の死から3日後、ルイ12世との結婚の原則が同意され、彼は1年以内に自らの最初の結婚の無効を取り付けることを約束した。彼女は、ルイ12世とエタンプで結婚の約束を交わした後、ルイ12世とジャンヌ・ド・フランスの結婚の取り消しの審理が始まったわずか数日後である、1498年10月に初めてブルターニュに帰国した。アンヌは『ブルターニュ歴訪』を行ったとき、幼すぎて訪れることのできなかった多くの場所を訪問した。彼女の家臣たちは盛大に歓迎し、彼女は祝祭、巡礼、そして公国の都市への凱旋で人々と触れ合った。
1499年のアンヌとルイ12世の結婚契約は、根本的にアンヌとシャルル8世の結婚契約とは異なる条件で結ばれた。負けた側の子が、未亡人となった若い王妃であり、今や誰もが主権を認めるブルターニュ公であり、対して配偶者となるのはかつての同盟者、友、そして王位継承権請求者であった。シャルル8世との結婚契約とは異なり、新たな結婚契約は、彼女が公国とブルターニュ公の称号の唯一の継承者としてブルターニュに完全な権利を認めるものだった。しかしながら、ブルターニュの主権は『女公の配偶者』（duc consort）の称号を持つルイ12世が行使し、女公に代わって決定がなされていた。アンヌはブロワで生活して、そこではブルターニュ女公として全ての書類に署名していた。彼女はナント大聖堂に、4つの美徳である慎重、不屈、節制、正義の象徴を備えた、両親の墓碑を建てた（アンヌの死後、遺志によって彼女の心臓がここに戻された）。イタリアのあらゆる芸術がますます王妃によって育成されていった。ルイ12世が病床につくと治癒祈願として彼女はトロ・ブレイスを行った。
2人の間の娘で公国の継承予定者クロードは、1501年にカール・フォン・ルクセンブルクと婚約した。これはイタリア戦争の続行を容易にし、スペインとの同盟関係を強固にし、アンヌ自身の目的である、最初の夫マクシミリアンの孫息子とクロードを結婚させることにあった。この結婚契約に1501年8月10日、リヨンにて、ブザンソン司教ビュスレダン、ギヨーム・ド・クロイ、ニコラ・ド・リュッテル、ピエール・レスマン（カールの父フェリペ1世の大使）が署名した。しかし、当時フランスにはドーファンが不在であったため、王国が外国に完全に包囲されてしまい、アンヌとルイの子孫がフランス王国を継承することがないと予測され、外国人とクロードの婚約は解消された（サリカ法典を遵守するフランス王国では、王女であるクロードに王位継承権はなかったが、ブルターニュ公国では女性に継承権が認められていた）。ルイ12世に最も近いフランス王位継承予定者として、アングレーム伯の子フランソワ（のちのフランソワ1世）がクロードと婚約した。アンヌは、自らの死の4ヶ月後の娘の結婚に最後まで反対し続けた。彼女は未来のカール5世との結婚による同盟関係に固執していたのである。

### 子女

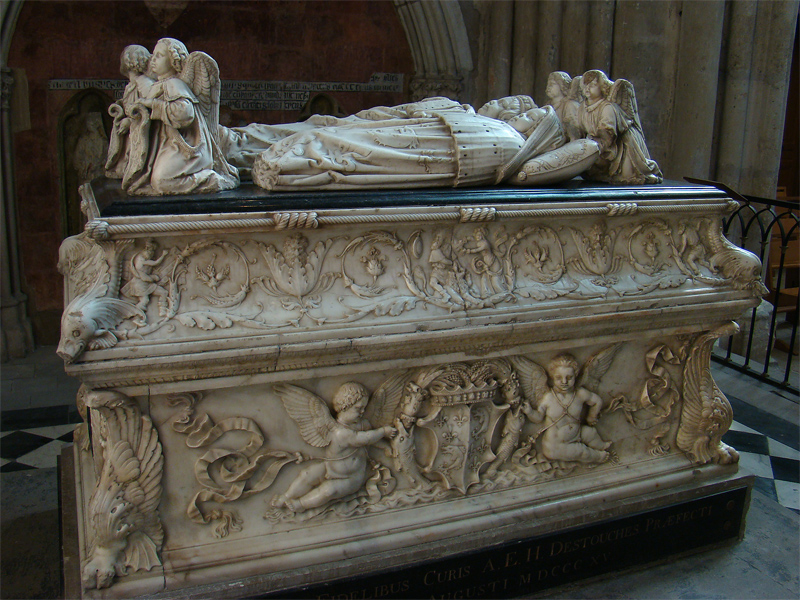
シャルル＝オルランとシャルルの柩。サン・ガティアン・ド・トゥール大聖堂

シャルル8世との間にもうけたのは以下の子である。
- シャルル＝オルラン（1492年 - 1495年） - 麻疹のため3歳で早世
- フランソワ（1493年8月） - 早産で誕生。ノートルダム・ド・クレリー教会に埋葬。
- 氏名不詳の男児（1495年）
- シャルル（1496年）
- フランソワ（1497年 - 1498年）
- アンヌ（1498年）

ルイ12世との結婚で7度の妊娠をしたことが確認されているが、無事生まれ成人したのは以下の2人である。
- クロード・ド・フランス（1499年-1524年） - ブルターニュ女公。1514年にフランソワ1世と結婚してフランス王妃となった
- ルネ・ド・フランス（1510年-1575年） - モンタルジ領主。シャルトル公爵夫人。1528年にフェラーラ公エルコレ2世と結婚。

## 墓所

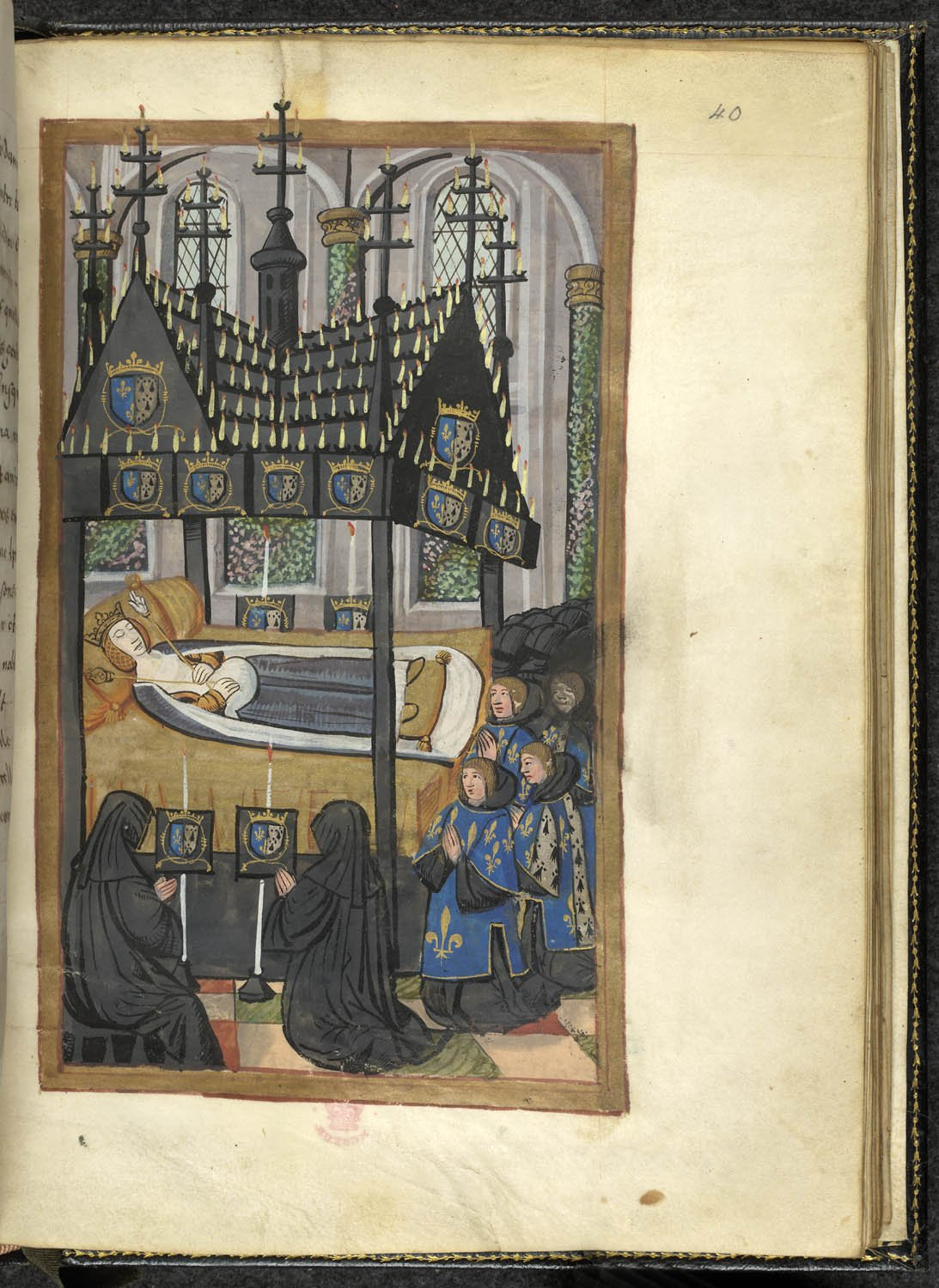
アンヌ・ド・ブルターニュの葬儀

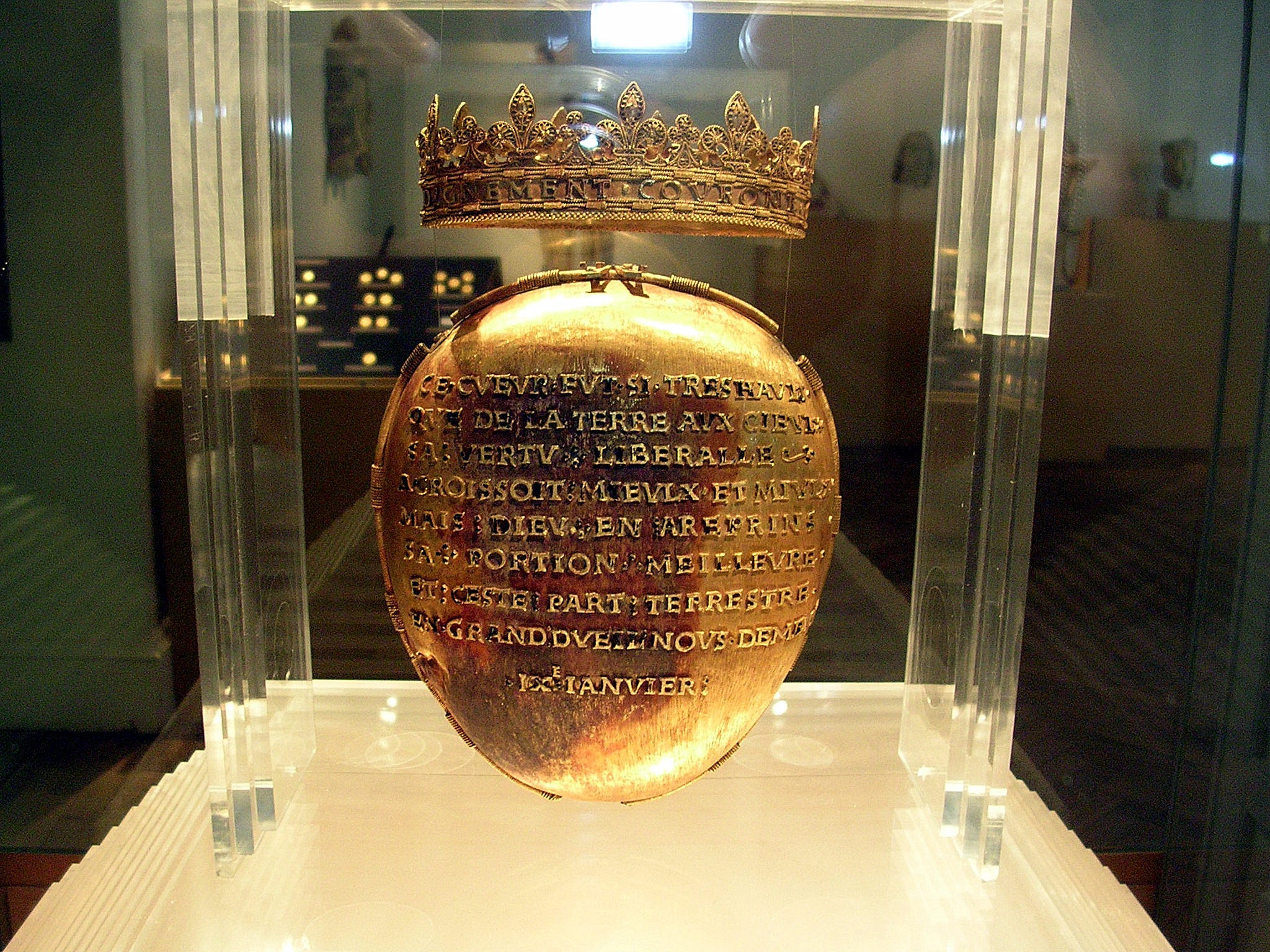
ナント、ドブレ美術館にあるアンヌの聖遺物箱

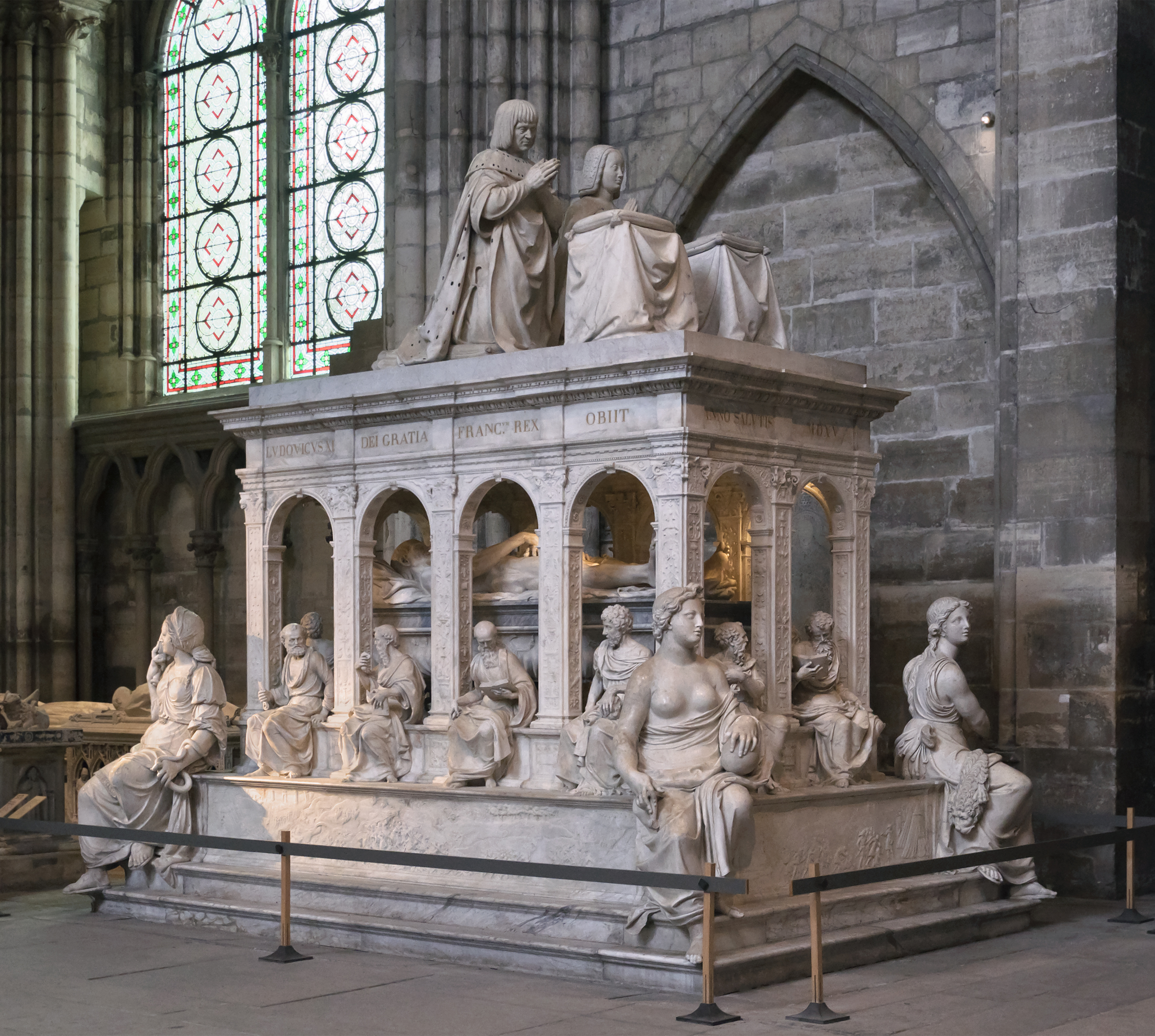
サン・ドニ大聖堂にあるルイ12世とアンヌ・ド・ブルターニュの墓碑

アンヌ・ド・ブルターニュは、フランス王妃としてサン＝ドニ大聖堂に埋葬された。アンヌの葬儀は前例のない規模であった。葬儀は40日間続いた。18世紀まで、全ての王族の葬儀はアンヌの葬儀を想起させるものであった。
アンヌの遺志により、彼女の心臓は金の聖遺物箱に納められた。家臣たちによる壮麗な供奉を伴って箱はナントに運ばれ、1514年3月19日、彼女が両親のため建立した、父フランソワ2世の墓のあるカルム礼拝堂に埋葬された。その後、ナントのサン・ピエール大聖堂へ移された。
1792年、国民公会からの要求に応じて、教会の所有する貴金属の収集の一環としてアンヌの聖遺物箱は取り出され、中身は空にされ、硬貨の材料として溶かされるべくナントの造幣局へ送られた。二つとない宝飾品であるとしてパリの造幣局へ送られ、パリ国立図書館のメダル部へ提出された。
1819年、聖遺物箱はナントにあるロワール＝アンフェリウール県（現在のロワール＝アトランティック県）博物館に戻された。1886年6月25日からオラトワール考古学博物館に、1896年4月18日からはドブレ美術館にある。
アンヌの聖遺物箱は楕円型の容器で、波渦模様を施した板状の金を折り曲げ作られており、細い帯状の金細工が周りについていた。聖遺物箱には、ユリとクローバーの文様をかたどった冠がついていた。この貴重な聖遺物箱には、緑や青、赤のエナメルで強調された黄金の碑文が刻まれた。碑文は以下のように読める。
| 聖遺物箱の表 : | 裏面 : |
| --- | --- |
| « En ce petit vaisseau De fin or pur et munde Repose ung plus grand cueur Que oncque dame eut au munde Anne fut le nom delle En France deux fois royne Duchesse des Bretons Royale et Souveraine. C M V XIII » | « Ce cueur fut si très hault Que de la terre aux cyeulx Sa vertu libérale Accroissoit mieulx Mais Dieu en a reprins Sa portion meilleure Et ceste terrestre En grand deuil nous demeur. » |
| 白いエナメルで文字が縁どられた面 : | 裏面 : |
| « O cueur caste et pudicque O juste et benoît cueur Cueur magnanime et franc De tout vice vainqueur. » | « Cueur digne entre tous De couronne céleste Ore est ton cler esprit Hord de paine et moleste. »                                                                                          |

## 図書
王妃となってからのアンヌは、信仰、道徳、歴史からなる50冊ほどの本を含む自身の図書室を持っていた。その中には時祷書（大時祷書、小時祷書、いとも小さき時祷書、未完のもの）、聖アンヌの生涯、自身の聴罪司祭であるアントワーヌ・デュフールが記した高貴な女性の生涯、軍事下とブルターニュの若者の対話が含まれていた。『アンヌ・ド・ブルターニュの時祷書』は、ジャン・ポワイエの手による装飾写本で、アンヌの命令によりシャルル＝オルラン王子のため作られた。一部の本は彼女の両親から受け継いでいる。彼女はさらに自分自身用に本を注文し、一部は夫に提供されていた。最終的には、彼女の夫となった2人の王たちも多くの本を所有していた（最初のイタリア遠征後におよそ数千冊が持ちかえられた）。
アンヌ自身は多くの手紙を書いた。
『アンヌ・ド・ブルターニュの大いなる時祷書』（fr）は、アンヌが作成を命じた祈祷書で、ジャン・ブルディションが装飾を行った。

## 後世
独立国家として最後のブルターニュ公であり、2度フランス王妃となったアンヌ・ド・ブルターニュは、ケルマンタンの聖イヴとともに、ブルターニュで最も人気のある歴史上の人物の1人となっている。

### 表現

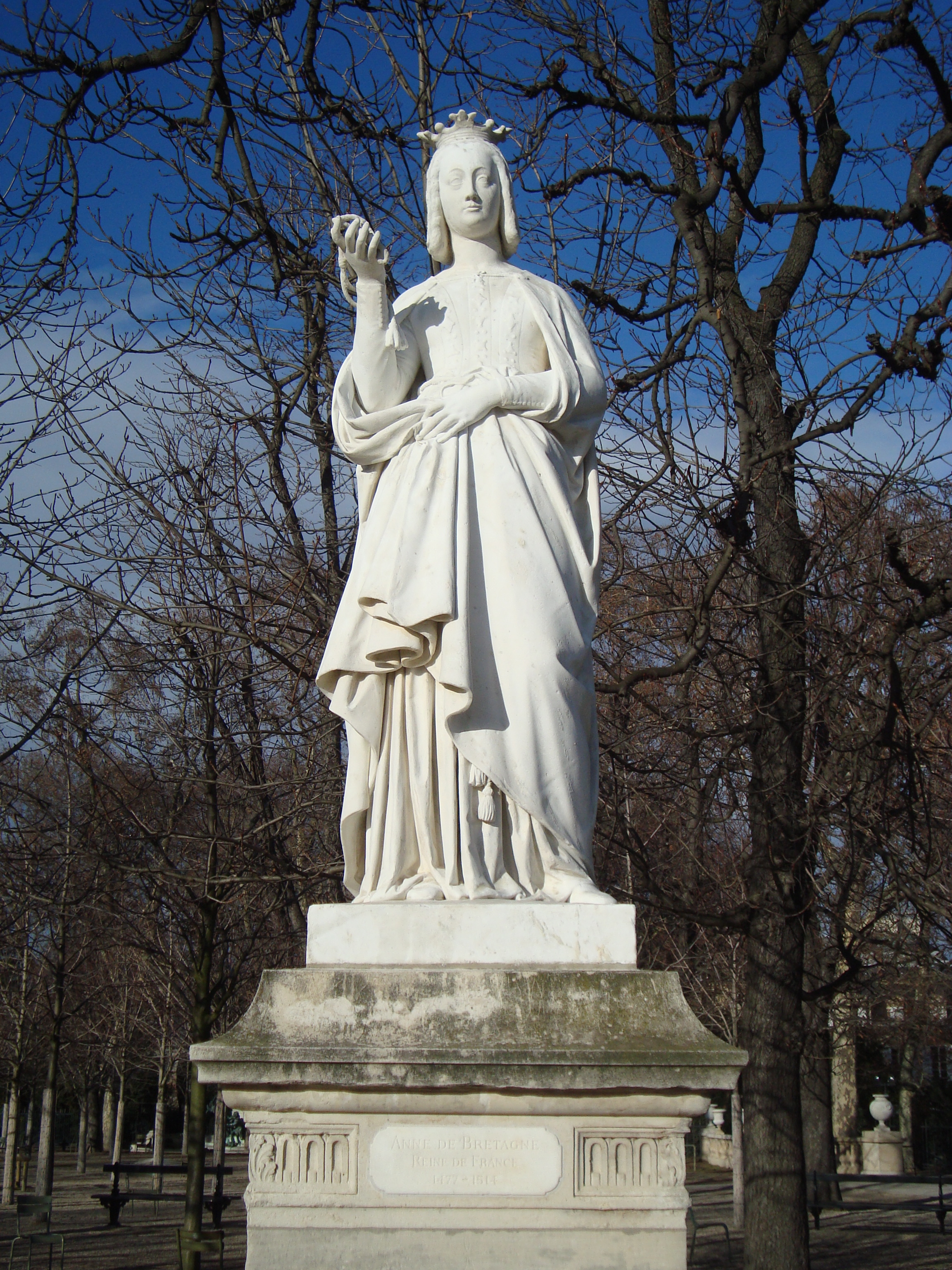
リュクサンブール宮殿庭園にある王妃アンヌの像

彼女の存命中、シャルル8世とルイ12世は王室のプロパガンダとして、アンヌ・ド・ブルターニュを完璧な王妃、フランス王国とブルターニュ公国の団結と平和の象徴であると宣伝した。結婚から排除されたマクシミリアンは、これらの出来事に異なった視点をもたらした。何世紀にもわたって、歴史家と人々の想像力は、いくつかの異なったアンヌ・ド・ブルターニュ像、必ずしも歴史的証拠が反映されない物理的・心理的なキャラクターを創り出した。

### 音楽
- ジル・セルヴァ（fr）は、Koc'h ki gwenn ha koc'h ki duという歌の中でアンヌの生涯を歌っている
- オペラ『アンヌ・ド・ブルターニュ』 - ブルトン語オペラ。アンヌ役をアニェス・ボヴェが歌った
- 彼女の葬儀でうたわれた作者不明の詩Si mort a morsを、ブルトン音楽のバンド、トリ・ヤン（fr）がとりあげた
- 『アンヌ・ド・ブルターニュ』 - ナント出身の作曲家アラン・シモンが手がけたフォーク・ロック・オペラ。最初の公演は2009年6月29日、6月30日にブルターニュ公爵城で行われた。セシル・コルベルがアンヌ役で歌った[17]
- ブルトン音楽のバンド、ソルダ・ルイ（fr）は、C'est un paysという曲でアンヌのことを歌っている

### 歴史的建築物
- ブルターニュ公爵城 - 公国が独立闘争の過程における要塞として設計されている。城の防衛システムは城壁や通路でつながった7本の塔で構成される。復元された32の部屋はナント歴史博物館が入っている。
- ヴィコンテの荘園 - モンルイユ＝ラルギエ。15世紀、歴史的建造物に登録されている
- アンヌ＝ド＝ブルターニュの塔 - 15世紀。モンフォール＝ラモーリーにあり、歴史的建造物に登録されている
- アンヌ・ド・ブルターニュのパヴィヨン - ブロワ。歴史的建造物に登録されている

アンヌ・ド・ブルターニュの名を冠する通りや広場、建物、学校が多く存在する。

### ノート
1. ↑  旧暦は一年が復活祭から始まったため
2. ↑  Yolande Labande-Mailfert, dans Charles VIII et son milieu (1470-1498) - La jeunesse au pouvoir (1975) montre en effet que le camp royal a été long à se décider au mariage breton, qui lui faisait abandonner le mariage bourguignon
Voir aussi Dominique Le Page et Michel Nassiet. L’Union de la Bretagne à la France. Morlaix : Éditions Skol Vreizh, 2003. ISBN 2-911447-84-0